# 衝擊理論
衝擊理論(Collision Course)是聯合公園首次邀請Jay-Z跨刀製作的一張Mash-Up專輯，將聯合公園知名的七首代表歌曲與Jay-Z的六首代表歌曲結合混搭，而這也可以襯托主題"衝擊"的效應，也是他們首次的新音樂進化論。

## 專輯曲目
1. Dirt Off Your Shoulder/Lying From You
2. Big Pimpin/Papercut
3. Jigga What/Faint
4. Numb/Encore
5. IZZO/In The End
6. Points Of Authority/99 Problems/One Step Closer

Collision Course现象 
collision course译为“导致冲突的轨迹”“冲突轨迹学说”或“碰撞路线”等。Collision Course现象是指在视野很清晰的十字路口，明明是白天，但是还会时常发生车祸的现象。这是由于在两台车以同样的距离和速度直角接近十字路口的时候，此时平面上两台车就形成了45°的等腰三角形。而人类的视野大致分为中心视野与周边视野，并且周边视野是很难识别移动中的细小物体，也就是说此时大家的车都处在双方的视野死角里面，所以不能马上发现对方的车子，于是在彼此没有留意到对方车子而驶进十字路口时，便会相撞。(参考：名侦探柯南第556集——恐怖的十字路口)